# أحمد شكر
أحمد موسى شكر مواليد 24 مارس 2002، هو لاعب كرة قدم سعودي يلعب حالياً في نادي النجوم.

## مسيرة اللاعب
لعب في نادي النور ونادي الساحل ونادي النجوم.